# Оливник буруйський
Оли́вник буруйський (Hypsipetes mysticalis) — вид горобцеподібних птахів родини бюльбюлевих (Pycnonotidae). Ендемік Індонезії. Раніше вважався конспецифічним із золотохвостим оливником.

## Поширення і екологія
Буруйські оливники є ендеміками острова Буру. Вони живуть в рівнинних і гірських тропічних лісах та в садах.